# Fernet (boisson)
Pour les articles homonymes, voir Fernet.
Le Fernet est une boisson alcoolisée amère de type amaro fabriquée à partir de différents types d'herbes (myrrhe, rhubarbe, camomille, cardamome, origan et safran, entre autres), qui sont macérées dans de l'alcool neutre et/ou d'autres alcools (grappa, vin). La boisson est ensuite filtrée et reposée dans des fûts (ou foudres) de chêne pendant une période de six à douze mois. Il a une couleur foncée, un arôme intense et une teneur en alcool comprise entre 39 et 45 degrés, selon la marque. Initialement, le terme fernet était intégré à la marque italienne Branca,,,, puis il est entré dans l'usage courant pour désigner le produit de manière générique.
À l'origine, il s'agissait uniquement d'une boisson digestive, mais de nos jours, il est souvent servi en apéritif avant ou en digestif après un repas. Il peut également être servi avec du café et de l'expresso. Bien qu'il puisse être consommé pur, compte tenu de son goût et de sa teneur en alcool, il est généralement bu en combinaison avec du soda, de l'eau minérale ou mélangé dans des cocktails, notamment avec du coca.

## Histoire
Son origine remonte au XIXe siècle en Europe, et il existe différentes histoires sur son véritable lieu de naissance. On pense qu'il s'agit d'une variante du Jägermeister, une liqueur sucrée aux herbes amères contenant 35 % d'alcool. Il est fabriqué à partir d'herbes et est très populaire en Basse-Saxe dans la ville de Wolfenbüttel. Certains affirment qu'il a été créé en France, d'autres en Tchécoslovaquie, d'autres encore en Autriche, grâce à un apothicaire nommé Fernet. Cependant, la plupart des sources situent l'origine en Italie, en Lombardie. 
La version la plus connue est peut-être celle racontée par l'une des plus anciennes entreprises de production de cette boisson, Fratelli Branca, qui fabrique toujours le produit dans la ville de Milan. Cette société attribue l'invention au pharmacien Bernardino Branca et à son collaborateur, un médecin suédois portant le nom de Fernet, deux noms de famille qui donneront son nom à la liqueur. La version de cette société contraste avec celle d'une autre marque renommée, Ramazzotti, qui continue également à produire sa boisson dans la ville de Milan. Selon cette dernière, c'est Ausano Ramazzotti, le fondateur de la maison, qui a mis au point son amaro en 1815. La fabrique Vittone, en revanche, attribue l'invention à Domenico Vittone à Milan en 1822. Selon une autre tradition, le mot fernet dérive de la locution milanaise fer net (« fer poli »), d'après la plaque de fer rouge utilisée à l'origine pour préparer la liqueur.

## En Argentine

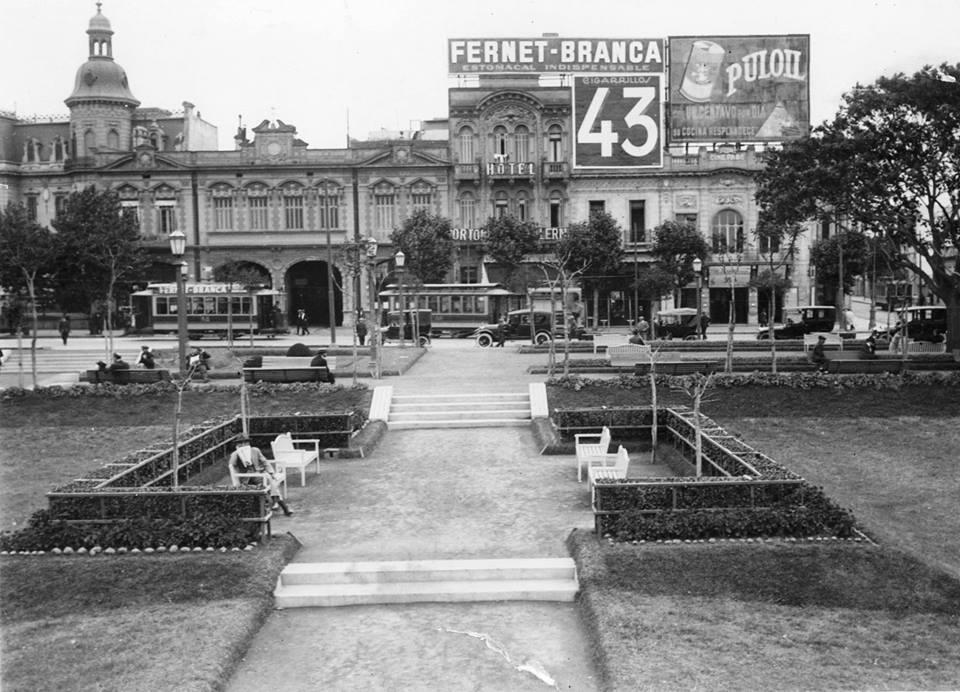
Publicité de Fernet à Buenos Aires, en 1924.

La boisson a été introduite en Argentine par des immigrants italiens, qui la consommaient à des fins médicinales et digestives. L'utilisation du fernet s'est ensuite répandue en tant qu'apéritif, notamment avec des copetines, combiné avec de l'eau, du soda, du vermouth rouge ou dans des cocktails, la boisson la plus populaire étant aujourd'hui celle obtenue en mélangeant du fernet avec du soda aromatisé au cola, popularisée à la fin des années 1980 dans la province de Cordoba et appelée familièrement « Fernet con Coca » (Fernet avec du coca) ou Fernando.
La consommation de Fernet est aujourd'hui profondément ancrée en Argentine : selon la Cámara Argentina de Destiladores Licoristas, en 2014, environ 51 millions de litres d'« amargos, bíter y Fernet » ont été produits dans le pays, montrant pour la première fois une diminution (environ 10 %) en 25 ans de statistiques,. Sur cette production, environ 35 % sont consommés dans l'AMBA (dont la population est d'environ 16 millions d'habitants) et 30 % dans la province de Córdoba, (avec une population d'environ 4 millions d'habitants). Selon l'entreprise Branca, c'est à Cordoba qu'est né, au début des années 1990, le mélange de Fernet et de coca,. Dans cette province, ce cocktail fait désormais partie de l'identité culturelle. Cependant, cette affirmation sur l'origine de la boisson est plutôt discutable car, contrairement aux affirmations de l'entreprise, il peut être vérifié dans des publicités télévisées du milieu des années 1980, diffusées sur des chaînes de Buenos Aires à couverture nationale, que l'entreprise Branca elle-même utilisait déjà la combinaison des deux produits comme stratégie de marketing.

## Dans le monde
En Italie, le mot fernet désigne uniquement la boisson de la marque Branca, mais des produits italiens tels que Martini ou Luxardo sont exportés sous ce nom.
En italien, on utilise le mot amaro (amer) et il existe de nombreuses marques : Distillerie Fratelli Branca, située à Milan, Averna, Lucano, Montenegro, Cynar, Luxardo de Padoue, Martini de Turin, Amaro del capo. En République tchèque, le « Fernet Stock » existe en deux versions, la version naturelle et la version au citron avec un léger goût de citron. Dans ce pays, elle est consommée en shots, ou mélangée avec de la glace et de l'eau tonique, une boisson connue sous le nom de « Bavorské Pivo » (bière bavaroise) ou « Bavorák ». Dans la ville de San Francisco (Californie), cette pratique est devenue très populaire ces dernières années : le fernet est servi en shots, suivis d'un autre shot de ginger ale. Au Danemark, c'est une boisson aussi populaire qu'en Argentine. Le Fernet est très populaire au Paraguay, notamment dans les bars du vieux centre d'Asunción.
Ces dernières années, il est également devenu populaire en Bolivie, notamment dans le département de Tarija et est également commercialisé à La Paz, Cochabamba, Santa Cruz de la Sierra.

## Popularité

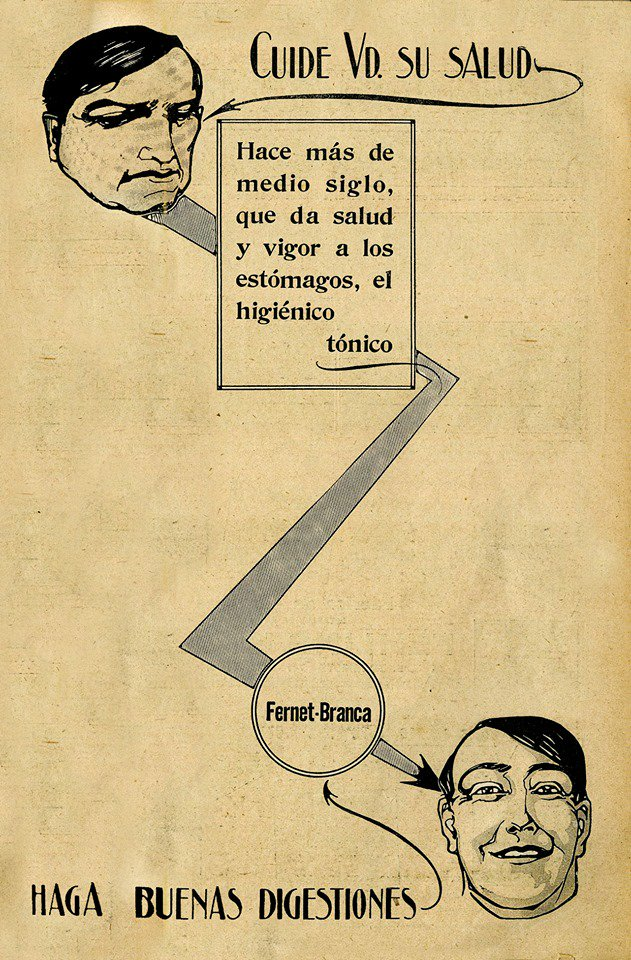
Publicité pour Fernet Branca, « pour une bonne digestion », dans Caras y Caretas. Buenos Aires, 7 février 1914.

Le golfeur argentin Ángel Cabrera, qui a remporté l'US Open en 2007, a déclaré dans une interview à un média américain qu'il aimait boire du Fernet avec du coca. Il a même avoué avoir été mis à la porte d'un restaurant en Italie lors d'un open car le propriétaire trouvait extrêmement vulgaire qu'il mélange du cola avec du Fernet.
Le groupe de rock argentin populaire Vilma Palma e Vampiros a enregistré une chanson faisant référence à cette boisson populaire sur leur album Fondo profundo (1994) ; la chanson s'intitule Fernet con Coca.
Dans l'épisode 5 (Suspicion) de la saison 1 des Soprano, le personnage de Carmela Soprano dit au prêtre qu'elle avait « un peu de Fernet ». Le système est établi.
Le Fernet Branca est le sujet d'un numéro comique de Bill Cosby du même nom, tiré de l'album Fat Albert, dans lequel il décrit ses propres expériences avec cette boisson.
Dans la série A Bit of Fry and Laurie (Hugh Laurie, l'acteur qui joue le rôle du Dr. House), dans le deuxième épisode de la quatrième saison, il prépare une boisson qui comprend du Fernet Branca.
Le personnage principal du film Les Nuits de Cabiria, réalisé par Federico Fellini, consomme du Fernet.
Dans le film The Dark Knight Rises (2012), le personnage d'Alfred Pennyworth, joué par Michael Caine, mentionne son penchant pour le Fernet et on le voit commander un Fernet Branca dans un café de Florence, en Italie
'.
Dans le film Le père Noël est une ordure, Thérèse réclame du Fernet Branca à la suite du malaise créé par le décès du réparateur d'ascenseur.

## Cocktails
Le Fernet peut remplacer les bitters dans certaines recettes ; par exemple, le Fanciulli Cocktail est un Manhattan avec du Fernet au lieu des bitters d'Angostura. Le Toronto est une autre variante du Manhattan faite avec du whisky, du fernet et des bitters.
Dans les années 1920, Ada Coleman, gérante du bar de l'hôtel Savoy, a popularisé le cocktail Hanky Panky, composé à parts égales de gin sec londonien et de vermouth, avec l'ajout de quelques gouttes de Fernet et d'un zeste d'orange. Ce cocktail a récemment fait un retour timide dans les bars spécialisés aux États-Unis. Le chef Fergus Henderson propose, lui, une recette appelée A Miracle, qui se rapproche du Branca-Mint, en combinant deux parts de Fernet avec une part de liqueur de menthe et de la glace. La recette indique que ce cocktail peut être utilisé comme remède aux excès, mais ne précise pas s'il s'agit d'excès gustatifs ou alcooliques.
Une variante de la base de Fernet aromatisé au cola consiste à ajouter du jus de citron ou même à remplacer la boisson au cola par un soda aromatisé au citron vert, ce qui est plus populaire dans la version du Fernet aromatisé à la menthe. Au Chili, il est utilisé pour faire mijoter un cocktail appelé Terremoto, qui est préparé (en plus du Fernet) avec du vin pipeño et de la glace à l'ananas. Il est également bu comme digestif, associé à de la liqueur de camomille. 